# Buurse
Buurse est un village situé dans la commune néerlandaise de Haaksbergen, dans la province d'Overijssel. En 2009, le village comptait environ 1 500 habitants.

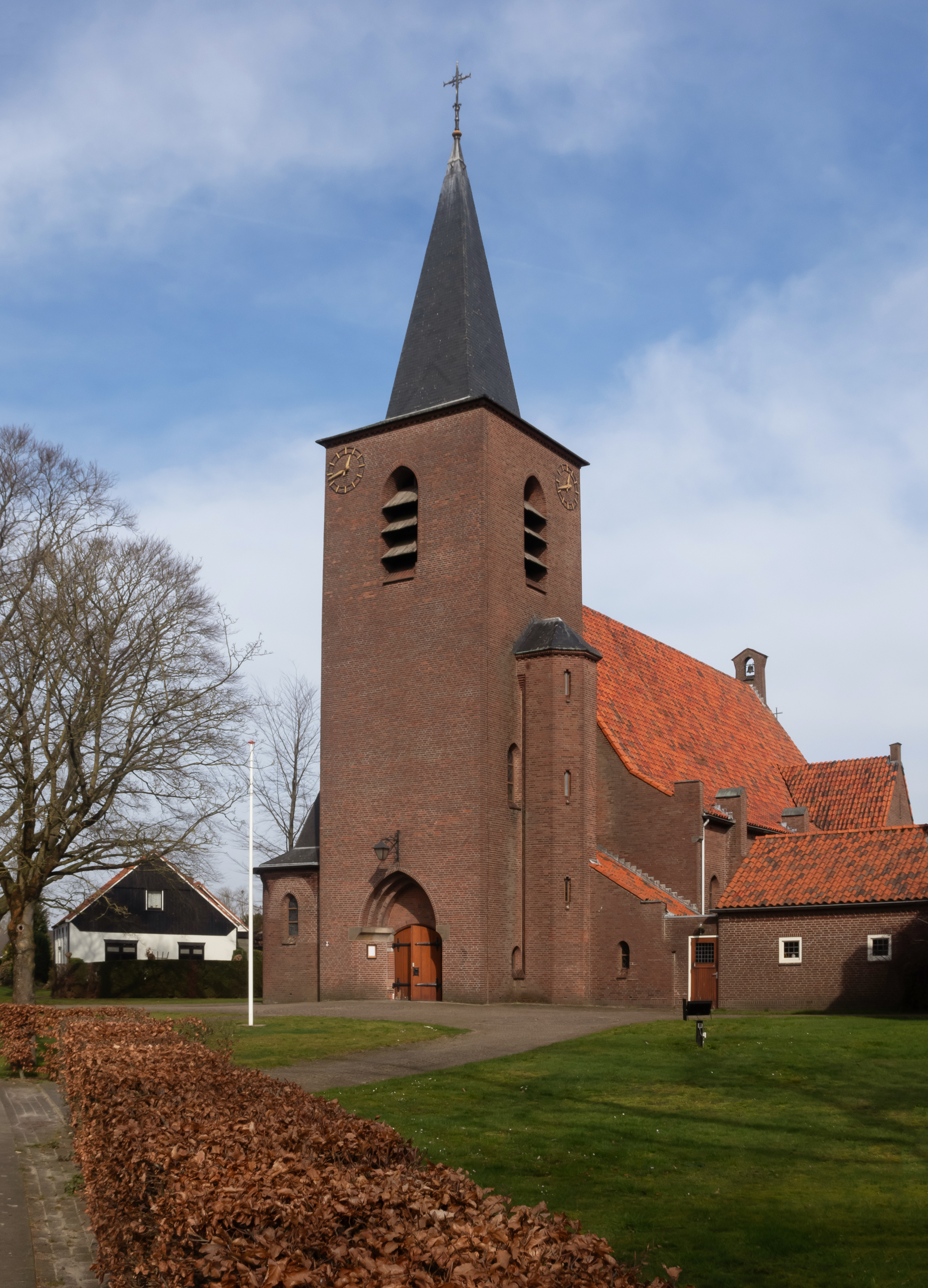
Buurse, l'église catholique